# Llavis tancats
Llavis tancats (títol original en anglès: Time Limit) és una pel·lícula estatunidenca dirigida per Karl Malden, estrenada el 1957.
Ha estat doblada al català

## Argument[2]
Guerra de Corea. Després d'haver estat fet pres, el major Harry Cargill (Richard Basehart), és acusat de col·laboració amb l'enemic, sobretot d'haver donat als seus companys de presidi cursos de marxisme-leninisme. Un advocat el defensa (Richard Widmark, el coronel William Edwards). Història de rentada de cervell, o una mostra de les pel·lícules sobre la guerra del Vietnam.

## Repartiment
- Richard Widmark: Coronel William Edwards
- Richard Basehart: Major Harry Cargill
- Dolores Michaels: Caporal Jean Evans
- June Lockhart: Mrs. Cargill
- Carl Benton Reid: General Connors
- Martin Balsam: Sergent Baker
- Rip Torn: Tinent George Miller

## Premis i nominacions
Nominacions
- 1958: BAFTA al millor actor per Richard Basehart